# Bogomice (gromada)
Bogomice – dawna gromada, czyli najmniejsza jednostka podziału terytorialnego Polskiej Rzeczypospolitej Ludowej w latach 1954–1972.
Gromady, z gromadzkimi radami narodowymi (GRN) jako organami władzy najniższego stopnia na wsi, funkcjonowały od reformy reorganizującej administrację wiejską przeprowadzonej jesienią 1954 do momentu ich zniesienia z dniem 1 stycznia 1973, tym samym wypierając organizację gminną w latach 1954–1972.
Gromadę Bogomice z siedzibą GRN w Bogomicach utworzono 31 grudnia 1959 w powiecie głogowskim w woj. zielonogórskim na mocy uchwały nr III/10/59 WRN w Zielonej Górze z dnia  3 lipca 1959 z obszarów zniesionych gromad Chociemyśl i Grodziec Mały.
1 stycznia 1960 z gromady Bogomice wyłączono wsie Chociemyśl, Krzekotówek i Kozie Doły, włączając je do gromady Kotla w tymże powiecie.
Gromada przetrwała do końca 1972 roku, czyli do kolejnej reformy gminnej.